# Armenische Allnationale Bewegung
Die Armenische Allnationale Bewegung (armenisch Հայոց Համազգային Շարժում Hajoz Hamasgajin Scharschum; Kürzel ՀՀՇ bzw. HHS) war eine am 20. Februar 1988 gegründete politische Partei in Armenien, die im Anschluss einer Resolution des Autonomierates des Gebiets Bergkarabach entstanden ist; Ziel war die Wiedervereinigung von Bergkarabach mit Sowjet-Armenien.

## Geschichte
In der Regierungszeit von Präsident Lewon Ter-Petrosjan (1991–1998) wurde die Armenische Allnationale Bewegung zur bestimmenden politischen Kraft in Armenien und war Teil des Republikanischen Blocks. Nach dem Rücktritt Ter Petrosjans versank sie in die Bedeutungslosigkeit. Sie galt als gemäßigt-national und trat für eine liberale Wirtschaftspolitik ein. Den Vorsitz hatten zuletzt Ararat Surabjan (Rücktritt im Juni 2010), dann Aram Manukjan inne.
Nach über 25 Jahren fusionierte die Allnationale Bewegung am 23. Februar 2013 mit anderen Oppositionsparteien zum Armenischen Nationalkongress. Einzelne Mitglieder der Bewegung vollzogen diesen Schritt nicht mit und führten eine Kleinpartei unter altem Namen fort. Vorsitzender dieser geschrumpften Allnationalen Bewegung ist seit 2013 Ararat Surabjan, der erst drei Jahre zuvor als Vorsitzender zurückgetreten war. Zur Parlamentswahl 2017 trat er in der Wahlliste der Zarukjan-Allianz an und zog so in das Parlament ein. Er verlor das Mandat jedoch ein Jahr später als Folge der vorgezogenen Wahlen 2018.

## Bedeutung des Parteinamens
In westlichen Sprachen wurde die Partei fälschlicherweise oft als „panarmenisch“ bezeichnet, dies beruht aber auf einem Übersetzungsfehler; die Vorsilbe ham  bezieht sich auf das Adjektiv „national“, so dass die korrekte Übersetzung „allnational“ lautet. Sie nimmt Bezug auf die armenische Diaspora.

## Abgeordnete in der Nationalversammlung
Hinweis: Fraktionsmitglieder mit nachweisbar anderweitiger oder ohne jegliche Parteimitgliedschaft sind hier nicht aufgeführt.
Abgeordneter zwischen 1990–1995 und Parteimitgliedschaft nachgewiesen:
- David Wardanjan

HHS-Fraktionsmitglieder zwischen 1990–1995 mit unklarer Parteimitgliedschaft:
| - Rafik Abgarjan - Marat Alexanjan - Israel Amirchanjan - Mikael Aramjan - Surik Asmarjan - Anahit Bajandur - Edward Egorjan - Artusch Ghasarjan - Hratschja Grigorjan | - Stepan Grigorjan - Robert Hakopjan - Wahagn Hakopjan - Arzwik Hertewzjan - Hratschia Howsepjan - Hratschik Jeghiasarjan - Karen Jusbaschjan - Edik Markarjan - Rasmik Martirosjan | - Walerij Mirsojan - Hamlet Nahatakjan - Artawasd Sakarjan - Radik Saruchanjan - Eghia Schamschjan - Wahan Schirchanjan - Karine Stepanjan - Tadeos Tadeosjan - Hajk Tschachojan |

Abgeordnete zwischen 1990–1995, sowie erneut 1995–1999:
| - Jerdschanik Abgarjan - Gagik Abrahamjan - Babken Arakzjan - Bagrat Assatrjan - Alexan Awetisjan - Chatschatur Besirdschjan - Rasmik Danieljan - Geworg Geworgjan - Awetik Grigorjan - Slawik Hajrapetjan | - Alexan Hakopjan - Watschagan Harojan - Jurik Harutjunjan - Hovhannes Igitjan - Der-Husik (Garusch) Lasarjan - Aram Manukjan - Hovhannes Matinjan - Karlen Mikaeljan - Aidin Morikjan - Gagik Nersisjan | - Rafael Papajan - Howik Parawjan - Schahen Petrosjan - Wasgen Poghosjan - Karapet Rubinjan - Ara Sahakjan - Aschot Sargsjan - David Schahnasarjan - Karlen (Kamo) Wardanjan - Aschot Woskanjan |

Abgeordnete allein zwischen 1995–1999:
| - Samwel Abrahamjan - Wardan Aiwasjan - Arthur Baghdassarjan - Stepan Barseghjan - Sereozha Babojan - Harutjun Chatschatrjan - Lewik Chatschatrjan - Suren Chatschatrjan - Ararat Chrimjan - Kotschar Dawtjan - Samwel Geworgjan - Mkrtitsch Gimischjan | - Grigor Grigorjan - Simon Grigorjan - Hakop Hakopjan - Wardges Hajozjan - Grischa Howejan - Husik Hovhannisjan - Sedrak Hovhannisjan - Armen Jeghiasarjan - Edward Jegorjan - Armen Kirakosjan - Petros Makejan - Miasnik Malchasjan | - Panducht Manukjan - Simon Martirosjan - Artusch Melikbekjan - Armenak Mkrtschjan - Norik Mnojan - Albert Papojan - Henrik Parawjan - Wardan Petrosjan - David Sadojan - Edward Sargsjan - Juri Schahbasjan - Grigor Woskertschjan |

Späterer Abgeordneter:
- Ararat Surabjan (2017–2018)

Quelle: Webseite der Nationalversammlung